# Таджицька Радянська Соціалістична Республіка
Таджи́цька Радя́нська Соціалісти́чна Респу́бліка (тадж. Республикаи Советии Сотсиалистии Тоҷикистон; рос. Таджи́кская Сове́тская Социалисти́ческая Респу́блика) — офіційна назва Таджикистану в 1929—1991 роках.
Створена в результаті національно-територіального розмежування Середньої Азії 14 жовтня 1924 як Таджицька Автономна Радянська Соціалістична Республіка у складі Узбецької РСР.
З 5 грудня 1929 — республіка у складі СРСР. 1990 року в Таджицькій РСР запроваджено посаду президента. 30 листопада 1990 верховна рада Таджицької РСР обрала Кахара Махкамова першим президентом.
9 вересня 1991 через проголошення незалежності Таджицька РСР перейменована на Республіку Таджикистан.

## Поділ
У різний час до складу республіки входили:
- Горно-Бадахшанська автономна область,
- Гармська область (27 листопада 1939 — 24 серпня 1955),
- Кулябська область (27 листопада 1939 — 24 серпня 1955, 29 грудня 1973-вересень 1988),
- Курган-Тюбинська область (7 січня 1944 — 23 січня 1947, 1977-вересень 1988),
- Ленінабадська область (27 жовтня 1939 — 28 березня 1962, з 23 грудня 1970), зараз — Согдійський вілоят,
- Сталінабадська область (27 жовтня 1939 — 10 квітня 1951),
- Ура-Тюбинська область (19 січня 1945 — 23 січня 1947),
- Хатлонська область (з вересня 1988 року).

Крім того, 8 районів центрального підпорядкування, місто Душанбе та місто Нурек.

## Економіка
На галузі легкої та харчової промисловості припадало понад 60 % промислової продукції. Основні галузі важкої промисловості — електроенергетика, гірничорудна, кольорова металургія, Машинобудування та металообробка, промисловість будматеріалів. Основу електроенергетики становили ГЕС. Видобувалося буре вугілля, нафта і природний газ. Кольорова металургія. Підприємства машинобудування виробляли мотальні, сільськогосподарські машини, обладнання для підприємств торгівлі і громадського харчування, текстильне, світлотехнічне обладнання, трансформатори, побутові холодильники, кабель та інші (основний центр — Душанбе). Розвивалася хімічна промисловість: заводи — азотно-туковий в Курган-Тюбе, електрохімічний в Явані, пластмас в Душанбе. Головні галузі легкої промисловості: бавовняна, шовкова, килимоткацька. У харчовій промисловості виділялися фруктово-консервна, олійно-жирова галузі.
У 1986 році в республіці налічувалося 299 радгоспів і 157 колгоспів. Сільськогосподарські угіддя становили 4,2 млн га.